# Jonas (telefilme)
Jonas é um filme televisivo francês realizado em 2018 por Christophe Charrier e transmitido pela primeira vez em 23 de novembro de 2018, em França e na Alemanha, no canal Arte. Tanto uma crónica social como um thriller, este filme televisivo é a primeira produção de Christophe Charrier. Estreou em 23 de setembro de 2018 no Festival de la fiction TV de La Rochelle, onde ganhou três prémios, incluindo o do melhor telefilme.

## Sinopse
O filme alterna entre dois períodos na vida do personagem principal com dezoito anos de intervalo. Em 2015, Jonas, um maqueiro hospitalar, é um homossexual na casa dos trinta anos que se concentra em festas, aplicativos de namoro e socos. Em 1997, como um tímido estudante secundarista de 15 anos, conhece Nathan, um novo e muito confiante estudante da sua turma, por quem se apaixona. Através de flashbacks, percebemos que o homem instável e destrutivo traz dentro de si o trauma secreto do drama que viveu enquanto adolescente. Enredado na culpa, Jonas decide finalmente enfrentar os demónios do seu passado, tentando encontrar a família de Nathan.

## Ficha de dados técnicos
- Título original: Jonas
- Ano de produção: 2017 - 2018
- Director: Christophe Charrier
- Argumento: Christophe Charrier
- Decorações: Stéphane Perazzi
- Fotografia: Pierre Baroin
- Som: Coelho Jacinto
- Montagem: Stéphanie Dumesnil, assistida por Romaric Nereau
- Música: Alex Beaupain
- Produção: Sandrine Brauer e Marie Masmonteil
- Empresas de produção: En compagnie des lamas, Arte France
- Empresa de distribuição: Arte, Netflix
- Orçamento:
- País de origem: França
- Língua original: francês
- Formato: cor; 16/9
- Gênero: drama
- Duração: 82 minutos
- Data da primeira emissão: 
  - França e Alemanha: 23 de novembro de 2018

## Elenco
| Intérprete                    | Personagem                      |
| ----------------------------- | ------------------------------- |
| Félix Maritaud (adulto)       | Jonas                           |
| Nicolas Bauwens (adolescente) | Jonas                           |
| Tommy-Lee Baik                | Nathan                          |
| Aure Atika                    | Mãe de Nathan                   |
| Marie Denarnaud               | Mãe de Jonas                    |
| Pierre Cartonnet              | Pai de Jonas                    |
| Ilian Bergala                 | Leonard                         |
| Ingrid Granziani              | Caroline                        |
| Édith Saulnier                | Caroline                        |
| David Baiot                   | Samuel                          |
| Julien Nacache                | Garoto do Grindr                |
| Constance Lecavelle           | Namorada de Leonardo            |
| Marcel Bouzige                | O Zombador                      |
| Nicolas Sartous               | O Predador                      |
| Jean-Luc Rehel                | O Vizinho                       |
| John Karalian                 | Garoto do Boys Paradise         |
| Peggy Mahieu                  | A Enfermeira                    |
| Bernard Massoni               | Velho Doente                    |
| Annie Pardo                   | Senhora Idosa do Hospital       |
| Ali Pekoz                     | Segurança do Boys Paradise 2015 |
| Cyril Bertucci                | Segurança do Boys Paradise 1997 |
| Daniel Lawless                | Agente da Polícia 2015          |
| Franck Libert                 | Agente da polícia 1997          |
| Mathieu Lestrade              | Professor de História           |

## Produção
O tiroteio teve lugar na cidade de Toulon, em agosto e setembro de 2017.
A música para o filme é assinada pelo cantor francês Alex Beaupain.

## Audiências
O filme televisivo tinha 1,12 milhões de espetadores quando foi exibido pela primeira vez e 893 mil quando foi exibido pela segunda vez na sexta-feira, 1 de maio de 2020, novamente no canal Arte.

## Premios
| Ano  | Prêmio                           | Categoria      | Resultado |
| ---- | -------------------------------- | -------------- | --------- |
| 2018 | Festival de La Fiction           | Melhor Filme   | Venceu    |
| 2018 | Festival de La Fiction           | Melhor Diretor | Venceu    |
| 2018 | Festival de La Fiction           | Melhor Música  | Venceu    |
| 2019 | Seoul International Drama Awards | Melhor Diretor | Venceu    |